# Bockspringen

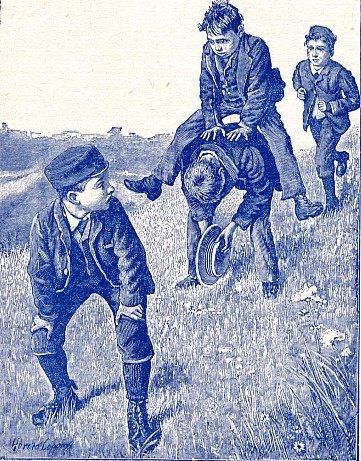
Bockspringen (Zeichnung von 1897)

Bockspringen (auch Bocksprung) ist ein weltweit verbreitetes Kinderspiel, das auch als körperliche Übung Eingang in den Sport gefunden hat. In Johann Christoph Adelungs Grammatisch-kritischem Wörterbuch der Hochdeutschen Mundart von 1793 heißt es, Bockssprünge seien „im gemeinen Leben, possierliche oder verwegene Sprünge, welche den Sprüngen eines Bockes gleichen“.

## Geschichte

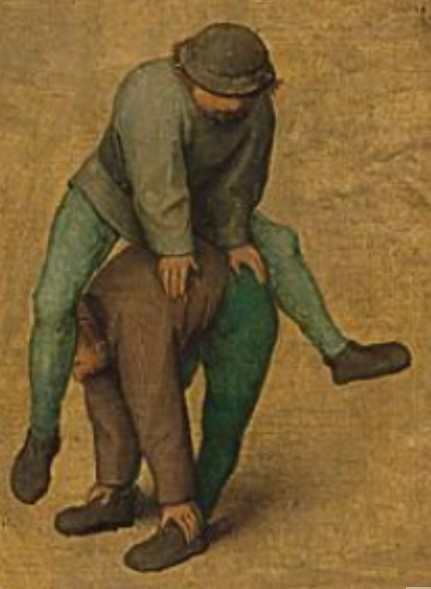
Ausschnitt aus Breughels Kinderspiele

Das Bockspringen ist mindestens seit dem Mittelalter bekannt. In Brueghels Gemälde Kinderspiele werden die Kinder beim seitlichen Sprung dargestellt. Auch im Little Pretty Pocket Book von 1767 werden Kinder beim Bockspringen gezeigt. Bockspringen war lange Zeit Bestandteil des Sportunterrichts an Schulen. Wie in der Vergangenheit häufig üblich, wurden allerdings Argumente vorgebracht, warum das Sportgerät für Mädchen ungeeignet sei. Diese Positionen sind heute nicht mehr haltbar und gelten als sexistisch. Zum Beispiel schrieb Mitte des 19. Jahrhunderts der Pädagoge Moritz Kloss (1818–1881), der „Vater des Mädchenturnens“, Bockspringen, Voltigieren, Barren- und Reckübungen „würden dem nach unten geöffneten und mit schwacher Muskulatur ausgestatteten weiblichen Körper schaden und die Turnerinnen vermännlichen.“ Im Zuge der Trimm-dich-Bewegung werden noch immer Baumstämme in unterschiedlicher Höhe an einzelnen Stationen zum Bocksprung genutzt.

## Ablauf

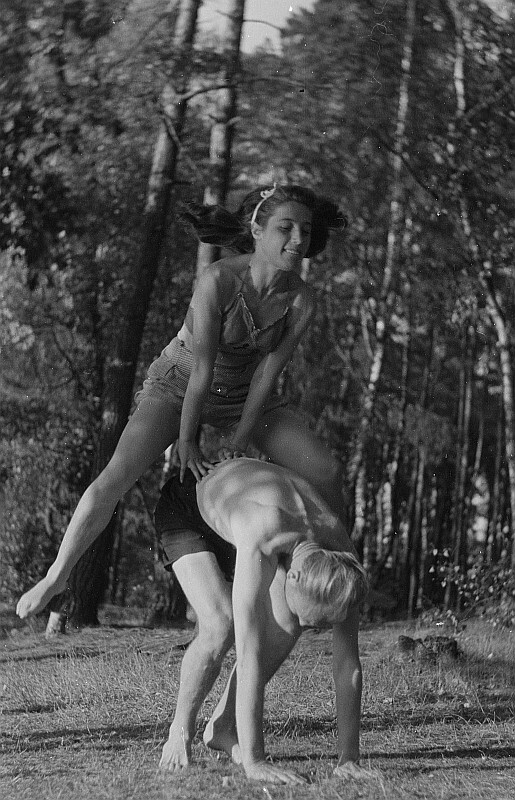
Bockspringen 1948 in der Oberlausitz

Bockspringen erfordert mindestens zwei Teilnehmer; nach oben ist den Mitwirkenden keine Grenze gesetzt, so dass es von kompletten Schulklassen oder Sportmannschaften ausgeübt werden kann. Ein Teilnehmer bückt sich nach vorne und stützt sich dabei mit den Händen an den Beinen ab. Er versucht, einen sicheren Stand zu haben, damit er bei dem zu erwartenden Druck auf den Rücken nicht zu Fall kommt. Mit oder ohne Anlauf versucht nun der Bockspringer über den Mitspieler zu springen, indem er sich mit den Händen auf dessen Rücken abdrückt und die Beine grätscht. Ein Sprung kann von vorn, von der Seite oder von hinten erfolgen. 
Ist er nun erfolgreich gesprungen, bückt er sich seinerseits, um dem Mitspieler einen Sprung zu ermöglichen. Spielen mehrere Teilnehmer mit, entsteht so eine springende Übungsreihe.

## Name
Die im deutschsprachigen Raum verbreitete Bezeichnung geht auf das teilweise wilde Springen eines Bockes zurück. In Frankreich nennt sich das Spiel „Schafsprung“ (saute-mouton), in England erinnert es mit dem Begriff leapfrog an den Sprung eines Froschs. Das isländische Wort höfrungahlaup bezeichnet den Wassersprung eines Delfins.